# مسجد إلياسي (أبوت آباد)
مسجد إلياسي (بالأردية: الیاسی مسجد، بالإنجليزية: Ilyasi Masjid): هو مسجد يقع في منطقة أبوت آباد، باكستان.

## التاريخ
تم بناء المسجد في 1932 فوق مجرى مائي يخرج من الجبل. وهو أقدم وأكبر مسجد في مدينة أبوت آباد. وبحسب إدارة المسجد فإن طاقته الاستيعابية تصل إلى نحو 10 آلاف مصل.